# Stazione di Montegrosso
La stazione di Montegrosso è una stazione ferroviaria della ferrovia Asti-Genova a servizio del comune di Montegrosso d'Asti.

## Storia
La stazione di Montegrosso venne attivata il 18 giugno 1893, all'apertura del tronco da Asti a Ovada della ferrovia Asti-Genova.

## Strutture e impianti
La stazione è dotata di due binari, divisi da una banchina ad isola, a servizio principalmente del secondo. La maggior parte del traffico avviene sul primo binario, a tracciato corretto, mentre il secondo è usato solo in caso di eventuali incroci.
La stazione disponeva di un fabbricato viaggiatori sviluppato su due piani fuori terra: il primo ospitava un appartamento indipendente per il capostazione mentre al piano terra erano collocati i servizi ai viaggiatori, quali la biglietteria e la sala d'attesa, oltre all'ufficio movimento. Con l'automazione della linea, avvenuta nel 1991, l'impianto restò impresenziato e i servizi  vennero soppressi. A partire dal 2017 il comune ha ricevuto incomodato d'uso l'intero stabile e, dopo aver effettuato i lavori di ristrutturazione e messa a norma, ha destinato l'edificio ad ospitare la biblioteca comunale a partire dal 2018.
Accanto al fabbricato viaggiatori è presente un edificio a pianta quadrata sviluppato su un solo piano che ospitò i servizi igienici. Esso, sebbene interessato da ristrutturazione nel 2018 e quindi in ottimo stato di conservazione, risulta chiuso ed in disuso.